# Ailuk

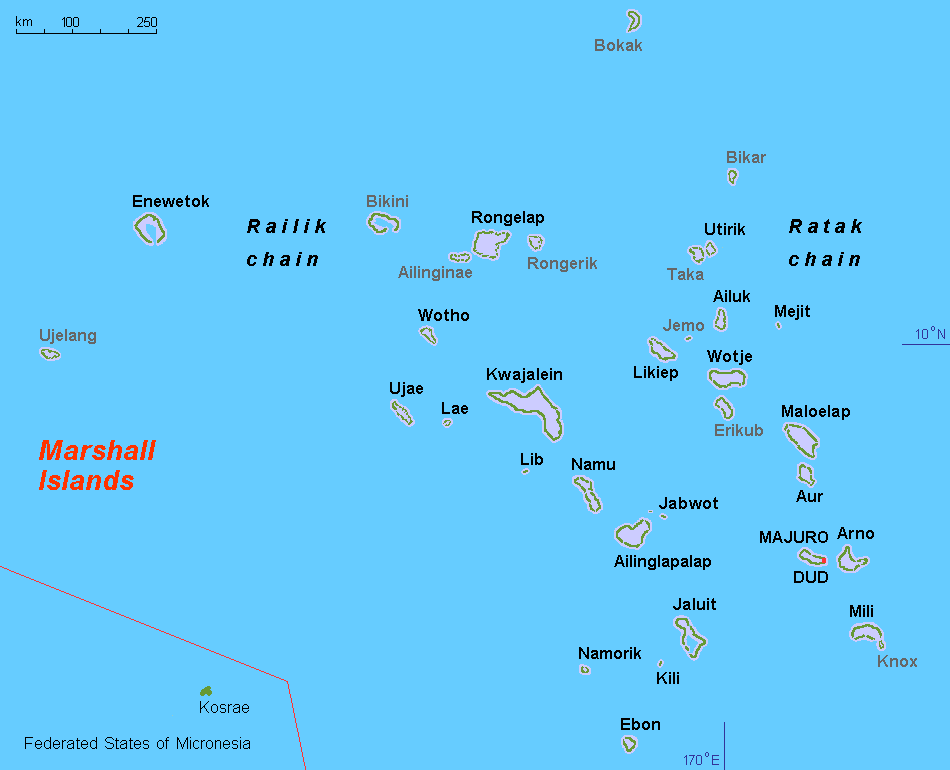
Marshallöarna, Ailuk direkt ovanför Wotje

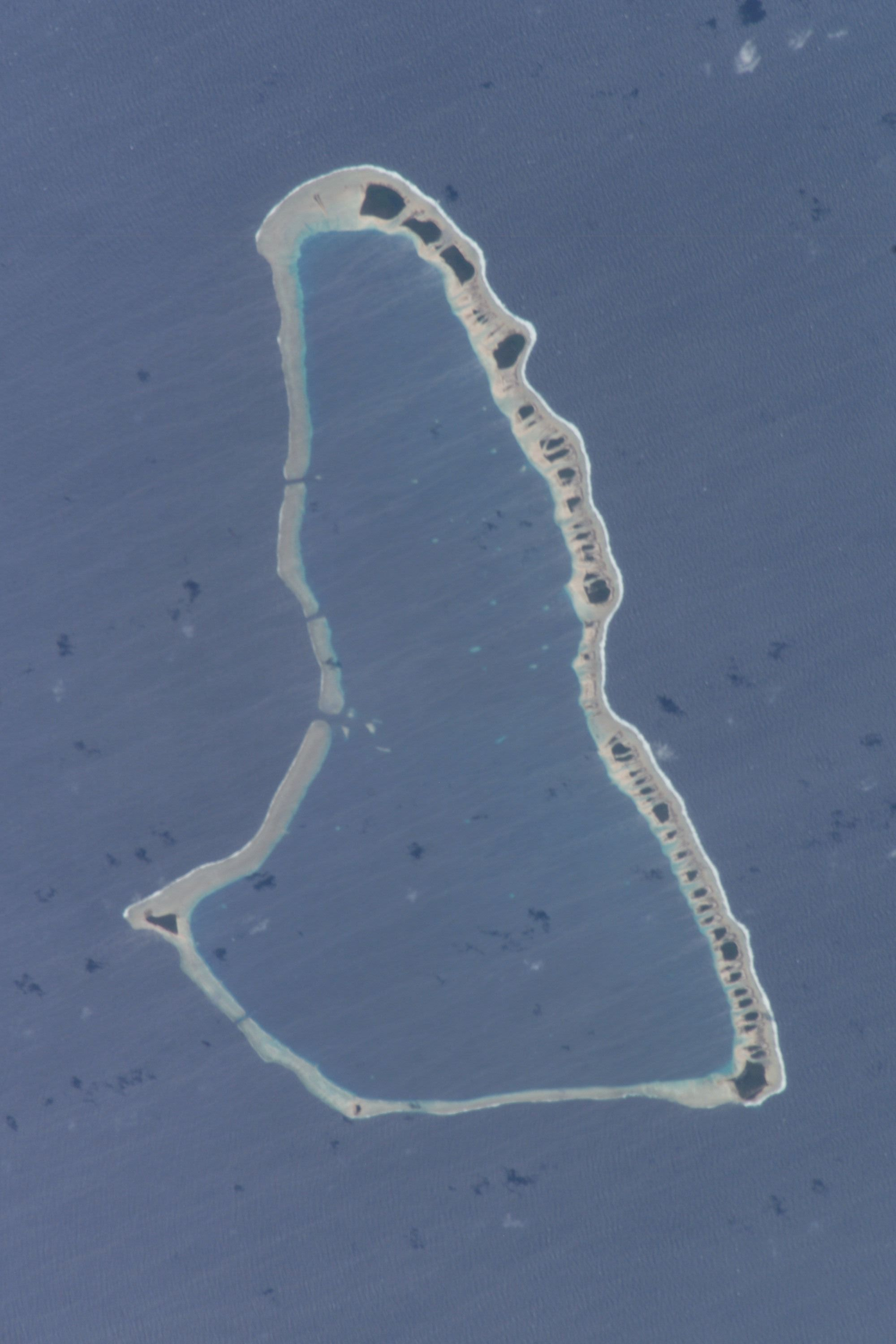
Ailuk

Ailuk (Marshallesiska Aelok) är en atoll bland Rataköarna i norra Stilla havet och tillhör Marshallöarna.

## Geografi
Ailuk ligger ca 350 km nordväst om huvudön Majuro och ca 72 km nordöst om Wotjeatollen. 
Atollen är en korallatoll och har en total areal om ca 182, 7 km² med en landmassa på ca 5,36 km² och en lagun på ca 177,34 km² (1). Atollen består av ca 55 - 57 öar och den högsta höjden är på endast ca 10 m ö.h. (2). De större öarna är:
- Ailuk,  huvudön, i den södra delen
- Akilwe, i den västra delen
- Aliej, i den centrala delen
- Bigen, i den norra delen
- Enejelar, i den norra delen
- Enejabrok, i den norra delen
- Kapen, i den norra delen

Befolkningen uppgår till ca 500 invånare (3). Förvaltningsmässigt utgör atollen en egen "municipality" (kommun). Öns flygplats Ailuk Island Airport (flygplatskod "AIM") har kapacitet för lokalt flyg.

## Historia
Rataköarna har troligen bebotts av mikronesier sedan cirka 1000 f.Kr. och några öar upptäcktes redan 1526 av spanske kaptenen Alonso de Salazar.
Ailuk upptäcktes den 10 januari 1565 av spanske conquistadoren Don Miguel López de Legazpi och återupptäcktes den 30 juni 1788 av brittiske kaptenerna Thomas Gilbert och William Marshall. Den 1 maj 1817 besöktes ön av ryske upptäcktsresanden Otto von Kotzebue (4). Öarna hamnade senare under spansk överhöghet.
Neuguinea-Compagnie, ett tyskt handelsbolag köpte ögruppen från Spanien och etablerades sig på Rataköarna kring 1885 och öarna blev då ett eget förvaltningsområde tills de i oktober 1885 blev ett tyskt protektorat och då blev del i Tyska Nya Guinea.
Under första världskriget ockuperades området i oktober 1914 av Japan som även erhöll förvaltningsmandat, det Japanska Stillahavsmandatet, över området av Nationernas förbund vid Versaillesfreden 1919.
Under andra världskriget erövrade USA området 1944. Därefter hamnade ögruppen under amerikansk överhöghet. 1947 utsågs Marshallöarna tillsammans med hela Karolinerna till "Trust Territory of the Pacific Islands" av Förenta nationerna och förvaltades av USA.